# ウォーター島

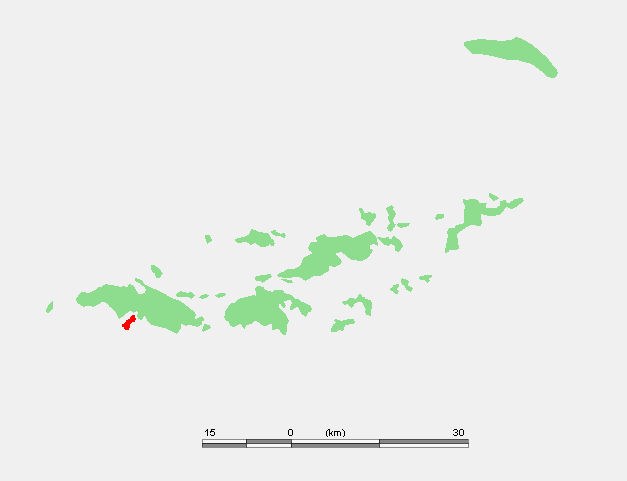
ヴァージン諸島におけるウォーター島の位置。赤地がウォーター島で、北隣のより大きな島がセント・トーマス島。

ウォーター島（ウォーターとう、英語: Water Island、デンマーク語: Vand ø）は、1917年にアメリカ合衆国がデンマークから取得したが、その後も数十年間にわたり、ある会社がこの島を所有し続けていた。1996年に、この島は近傍の島々とともにカリブ海におけるアメリカ合衆国の保護領であるアメリカ領ヴァージン諸島の一部となっている。この島はもともと火山島で、セント・トーマス島の南側、シャーロット・アマリーの泊地に位置している。セント・トーマス島のクラウン・ベイ (Crown Bay) とウォーター島のフィリップス・ランディング Phillips Landing() の間は、フェリーの定期便が出ており、およそ10分ほどで結ばれている。
広さがおよそ491.5エーカー (1.989 km2) あるウォーター島は、アメリカ領ヴァージン諸島の中でも最も小さな島である。行政上は、セント・トーマス地区 (St. Thomas District) の一部である。ウォーター島には住民がおり、2010年の国勢調査によると、人口は182人であり、これといった商業施設はない。ウォーター島には、訪問者を泊めてくれる家が数多くある。おもな観光資源はビーチであり、かつてのプランテーションの遺構があるハネムーン・ビーチ (Honeymoon Beach) や、第二次世界大戦中にアメリカ合衆国が途中まで建設した地下要塞フォート・セガーラ (Fort Segarra)、ライムストーン湾 (Limestone Bay) のスーパーマーケット・リーフ (Supermarket Reef) にあるスクーバダイビングの適地などがある。
島の東側およそ3分の1は、ゲーテッドコミュニティであるスプラット・ベイ・エステート (Sprat Bay Estates) が占めている。その敷地にはスプラット岬 (Sprat Point) 20エーカー（およそ12ha）の広さがあるこの岬は、自然保護区となっており、スプラット岬からキャロル岬 (Carol Point) までの間は、アメリカ合衆国内務省と私企業であるスプラット・ベイ・ビーチ (Sprat Bay Beach) が所有している。アメリカ領ヴァージン諸島においては、海からアプローチする限りにおいて、すべてのビーチは公共空間とされている。

## 歴史
ウォーター島の住民であったことが知られている最も初期の民族は、15世紀に記録されたタイノ族である。ウォーター島という名称は、当地に天然の清水の池があったことからヨーロッパ人たちによって名付けられたものである。小アンティル諸島の島々の多くでは、飲用に適した水を得ることができないため、ウォーター島は、船に飲用水の補給を求める海賊たちもしばしば立ち寄った。
1967年にヴァージン諸島を津波が襲い、セント・トーマス島のシャーロット・アマリーの町に大きな被害を与えた際には、12mを超える津波がウォーター島の南岸で観測されたという。
デンマークによるこの島の領有権の主張は、遅くとも1769年まで遡る。18世紀を通し、また、19世紀はじめに至るまで、この島を所有していたのは、数人の自由身分の黒人やムラートたちであり、彼らは綿花のプランテーションを経営し、家畜を育てていた。1905年、島の所有権は、デンマークの東アジア会社に売却された。
この島以外のデンマーク領西インド諸島は、1917年にアメリカ合衆国が購入したが、ウォーター島は購入対象とされず、最終的に第二次世界大戦中の1944年6月19日に、セント・トーマス島の潜水艦基地を防衛する目的で、1万ドルで購入された。
1944年から1950年にかけて、この島はアメリカ国防総省の管轄下に置かれた。アメリカ陸軍の化学戦師団 (Chemical Warfare Division) が、1950年まで枯葉剤など化学戦に用いられる薬剤（化学兵器剤）の試験のために、この島の一部を使用していた。その後この島は、アメリカ合衆国内務省の管轄に戻され、おもに住宅地として利用する者に、土地が貸与されることとなった。
ウォーター島の施政権は、1996年12月12日に、2500万ドルという金額（1917年に連邦政府がアメリカ領ヴァージン諸島全体の購入に支払った金額と同額）で、連邦政府から、アメリカ領ヴァージン諸島の自治政府に売却され、この島は「最後のヴァージン (Last Virgin)」となった。1990年代末には、アメリカ合衆国内務省は、長く居住しているリースホールド保持者に、土地の所有権を委譲する動きを始めた。2005年、アメリカ領ヴァージン諸島政府は、ウォーター島の開発をさらに進める計画を発表し、セント・トーマス島でしばしば生じている住宅不足に対処する方策として、ウォーター島における住宅供給戸数を増やす方針を示した。
1960年代半ばに、島における生活の質の向上に取り組むため、ウォーター島市民連盟 (The Water Island Civic Association, WICA) が結成された。現在、連盟の会員は100人を超えており、アメリカ領ヴァージン諸島政府と交渉し、協力もして、ウォーター島の環境保全に取り組んでいる。島の住民は、ビーチを維持する費用を負担しており、島中の清掃にもボランティアとして参加している

## 名所・旧跡

### ハネムーン・ビーチ

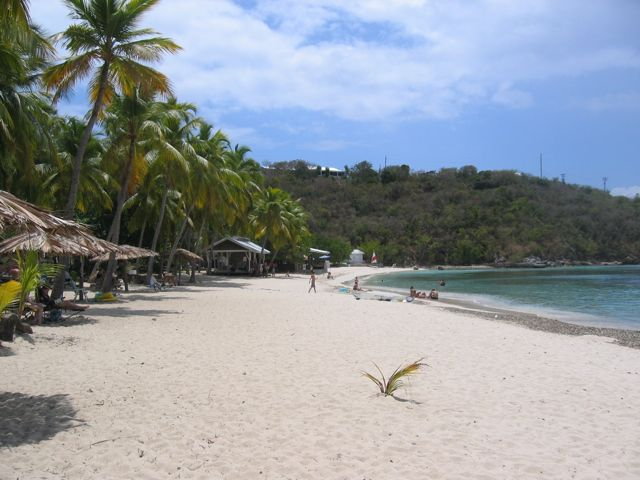
ハネムーン・ビーチ

ウォーター島の名所のひとつは、島の西端に位置する、ドルイフ湾 (Druif Bay) に面したハネムーン・ビーチ (Honeymoon beach) である。もともとハネムーン・ビーチは、ビーチと呼べるようなものではなかった。かつては汀線から3mほどしか砂浜はなく、その背後は15mほどの幅で岩や植生が広がっていた。樹木や薮は除去され、トラック200台分もの岩や砂利が運び出され、砂浜の石はブルドーザーで砕かれた。浜の砂はふるいにかけて瓦礫などを取り除き、浚渫によって海草類を取り除くとともに、砂の堆積を促した。海岸線から少し離れた背景にはヤシが列を成すように植栽された。こうした整備は、造園家ウォルター・フィリップス (Walter Phillips)の指揮の下で、1950年代はじめに完成された。 

### フォート・セガーラ
フォート・セガーラは。第二次世界大戦中のアメリカ合衆国の防衛戦略に基づいて、カリブ海のアメリカ領ヴァージン諸島に建設された。第二次世界大戦中の1944年から、この島のフラミンゴ岬 (Flamingo Point) に第314砲台が建設されたが、これは未完成に終わった。また、高速魚雷艇に対抗する砲台 (Anti Motor Torpedo Boat Batteries) も設けられた。さらに、兵舎、監視塔、弾薬庫などがキャロライナ岬 (Carolina Point) に、ドック、道路、上下水道、電力施設なども設置された。フォート・セガーラは、セント・トーマス島の潜水艦基地を防衛することを目的として、地下要塞として建設された。完成する前に戦争が終わり、建設は放棄された。未完成に終わった施設は、1948年に陸軍の化学戦師団へ移管され、山羊や鳩を使った毒ガスなど化学兵器剤の実験施設として数年間使用された。一連の実験が終了した後、1952年12月、陸軍は施設区域の管轄を内務省に移管した。
銃座、トンネル、地下室など、第二次世界大戦中の建設作業の跡は、目に見える形で残っている。現地は一般公開されており、トンネルや地下室もツアーで訪れることもできる。施設区域はアメリカ陸軍工兵司令部が監視しており、旧実験地の土壌サンプルは「かつての国防総省の活動による汚染は残存していない」ことを確認するために検査されている。